# 古希腊钱币
古希腊钱币- 在钱币学领域，古希腊钱币是其中形成时间最早，发行范围最广，并且对后世钱币体系影响最为深刻的一支。古希腊钱币通常可以按发行地分为以下几类：
- 希腊本土发行钱币：希腊大陆，希腊诸岛屿 ,小亚细亚和希腊在黑海沿岸的殖民地；
- 大希腊地区发行的钱币：西西里岛，迦太基和非洲的一些殖民地；
- 叙利亚，腓尼基，埃及托勒密王朝和犹大山地地区发行的钱币；
- 蛮族地区发行的钱币：西班牙，高卢和不列颠，这些地方一开始他们使用希腊钱币，后来到罗马统治时期开始使用罗马钱币。

## 按时期分类

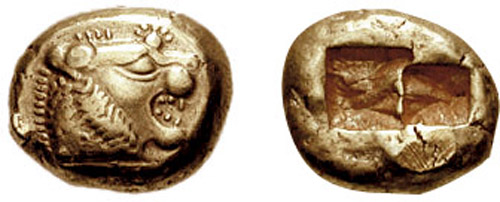
吕底亚于公元前6世纪初发行的琥珀金金币

古希腊打制钱币从公元前8世纪诞生起，一直沿用到公元3世纪中期为止，将近1000年。我们也可以把古希腊钱币的发行划分为三个时期：
- 希腊古风时期发行的钱币；
- 希腊古典时期发行的钱币；
- 希腊的罗马时期发行的钱币

第一类型钱币主要是用琥珀金、纯金和纯银打制，形状都呈不规则圆形和锭状，在钱币正面压制有图案，偶尔会有铭文，背面主要是锤打而成的方形戳印。
第二类型钱币是用琥珀金、金、银和青铜打制，它们与第一类型相比较而言要薄很多，并且在钱币正面几乎都压制有精美的浮雕头像。
第三类型钱币让人感到很例外的就是，几乎所有的钱币都是用青铜打制而成，币面非常平整，很薄，并且钱体很大，正面都压印有罗马帝国皇帝的肖像。

## 按钱币图形分类
在钱币上打制图案，主要的目的就是向外界告知钱币是哪个城市或者哪个国家发行的，这个城市或者这个国家的信仰又决定了展现在钱币上的图案，改变钱币上的宗教图案就是对神的亵渎。根据希腊钱币上的浮雕图案，又可以将它们分为三种类型：

### 第一类
第一类型钱币在正面有打制的图案，反面最开始只有凹陷的戳印，但是后来发展到也有图案。此类钱币大多数是由以下几组图案构成：
- 当地所信仰的神的浮雕--雅典发行的钱币正面就是雅典娜女神的头像。
- 赋有神性的物体：动物--猫头鹰、乌龟；植物--橄榄枝；武器--赫菲斯托斯的三叉戟等等。
- 当地精灵的浮雕形象：河神、湖泊宁芙、溪神、瀑布之神等等。
- 怪兽的浮雕形象--例如：弥诺陶洛斯。
- 一些奇幻生物的浮雕形象：狮鹫、珀伽索斯。
- 英雄或者城市缔造者的浮雕形象：奥德修斯、小埃阿斯等等。

### 第二类
第二类型钱币大多展现的是国王的浮雕形象。马其顿的亚历山大大帝是第一位把自己的头像放到钱币上的国王，亚历山大大帝一直被人们看做是宙斯之子，所以出现在钱币上的他的形象都是被神化了的。

### 第三类
希腊罗马时期的钱币几乎都是青铜打制，并且它的图案风格更趋于背弃具有宗教色彩的题材，钱币上开始出现名人的形象、建筑、甚至是具有讽刺意味的题材等。

## 按艺术风格分类
按照艺术风格来分类，可以将古希腊钱币分为四个时期：
- 第一个时期大致是公元前六世纪前半叶。这个时期的钱币形状是不规则的锭状，钱币上的图案相对比较单调、简洁，没有铭文，背面只是单纯的捶打戳印。
- 第二个时期涵盖了自公元前580年到公元前460年整个的一个世纪，显示出在钱币打制的工艺水平上有了很大的进步。钱币上的象征符号也变的繁琐起来，已经开始出现神像和英雄形象的浮雕；钱币的背面也开始出现以神话传说为背景的图案。这个过程在古雅典发行的钱币上可以显而易见，雅典娜女神的头像代替了以往的女魔脸形。
- 第三个时期大致是从公元前460年至公元前336年左右，这是古希腊钱币制作工艺的顶峰时期。这个时期的钱币内容题材丰富，雕模师的雕刻技艺精湛，并且在这个时期出现了刻有雕模师名字的钱币。
- 第四个时期也是最后一个时期开始于亚历山大大帝时期，尽管一开始的造币具有很高的艺术价值，但是亚历山大的继任者们却逐渐的把钱币艺术带向衰落。

## 古希腊钱币的流通
由于市场的需求，一些国家发行的钱币有时会大范围的流通。例如古雅典发行的四德拉克马在公元前5世纪至公元前4世纪上半叶一直作为国际货币流通，后来通用罗德岛发行斯塔特，在此之后将近两个世纪里，使用的只有亚历山大大帝发行的四德拉克马和腓力二世发行的斯塔特金币。